# Liste der Biografien/Poll
Liste der Biografien |
Portal Biografien |
Personensuche
# |
A |
B |
C |
D |
E |
F |
G |
H |
I |
J |
K |
L |
M |
N |
O |
P |
Q |
R |
S |
T |
U |
V |
W |
X |
Y |
Z |
?
 
Pa |
Pc |
Pe |
Pf |
Ph |
Pi |
Pj |
Pk |
Pl |
Pm |
Pn |
Po |
Pr |
Ps |
Pt |
Pu |
Pv |
Pw |
Py
 
Poa |
Pob |
Poc |
Pod |
Poe |
Pof |
Pog |
Poh |
Poi |
Poj |
Pok |
Pol |
Pom |
Pon |
Poo |
Pop |
Por |
Pos |
Pot |
Pou |
Pov |
Pow |
Pox |
Poy |
Poz
 
Pola |
Polc |
Pold |
Pole |
Polf |
Polg |
Polh |
Poli |
Polj |
Polk |
Poll |
Polm |
Poln |
Polo |
Pols |
Polt |
Polu |
Polv |
Polw |
Poly |
Polz
Die Liste der Biografien führt alle Personen auf, die in der deutschsprachigen Wikipedia einen Artikel haben. Dieses ist eine Teilliste mit 445 Einträgen von Personen, deren Namen mit den Buchstaben „Poll“ beginnt.

## Poll
- Pöll, Anni (1924–1998), österreichische Kugelstoßerin und Diskuswerferin
- Poll, Arnold (1925–2016), deutscher römisch-katholischer Priester
- Poll, Bernhard (1901–1981), deutscher Historiker und Stadtarchivar
- Poll, Berthold, österreichischer Politiker, Bürgermeister von Wien
- Poll, Carl Martin Friedrich (1835–1907), deutscher Rittergutsbesitzer und Politiker (NLP), MdR
- Poll, Christel (1914–1992), deutsche Künstlerin
- Poll, Christian Friedrich von (1672–1748), deutsch-baltischer Ritterschaftshauptmann
- Poll, Claudia (* 1972), costa-ricanische Schwimmerin
- Pöll, Dominik (* 1971), deutscher Radio- und Fernsehmoderator
- Poll, Eva (* 1938), deutsche Galeristin und Kuratorin
- Poll, Frederik van de (1780–1853), Bürgermeister von Amsterdam, Gouverneur von Utrecht
- Poll, Friedrich von (1902–1983), deutscher Wirtschaftsvertreter und Politiker (ZENTRUM, CDU)
- Poll, Graham (* 1963), englischer Fußballschiedsrichter
- Poll, Harman Hendrik van de (1697–1772), Bürgermeister von Amsterdam
- Poll, Heinrich (1877–1939), deutscher Anatom
- Poll, Heinrich (1899–1992), deutscher Kommunalpolitiker (KPD)
- Poll, Heinz (1926–2006), deutschamerikanischer Tänzer und Choreograf
- Poll, Heinz (* 1941), deutscher Fußballspieler
- Poll, Hermann (1902–1990), deutscher Maler
- Poll, Jack van (1934–2022), niederländischer Jazzmusiker
- Poll, Jan Wolters van de (1759–1826), Graf der französischen Kaiserreiches; Direktor der Sozietät von Suriname; Bürgermeister von Amsterdam
- Poll, Jana-Franziska (* 1988), deutsche Volleyballspielerin
- Poll, Jesús (* 1965), venezolanischer Boxer
- Poll, Johann Ludwig von (1768–1840), deutsch-baltischer Adelsmann und russischer Generalmajor
- Poll, Jon (* 1958), US-amerikanischer Filmeditor und Filmregisseur
- Pöll, Josef (1874–1940), österreichischer Lehrer, Musiker und Botaniker
- Poll, Karl Ludwig (1794–1849), deutsch-baltischer Adelsmann und Staatsrat
- Poll, Konrad († 1305), österreichischer Politiker, Bürgermeister von Wien
- Poll, Kurt (1886–1943), Landrat in Ostpreußen und in der Freien Stadt Danzig
- Poll, Léo (1899–1988), französischer Komponist und Jazzpianist
- Poll, Lothar C. (* 1937), deutscher Rechtsanwalt und Publizist
- Poll, Lucas van de (1630–1713), niederländischer Rechtswissenschaftler
- Poll, Martin (1922–2012), US-amerikanischer Filmproduzent
- Poll, Max (1908–1991), belgischer Ichthyologe
- Poll, Niklas, österreichischer Politiker, Bürgermeister von Wien
- Poll, Odert von (1869–1935), deutsch-baltischer Adelsmann und baltischer Landrat
- Poll, Odert von der Ältere, deutsch-baltischer Adelsmann und öselscher Ritterschaftshauptmann
- Poll, Roswitha (* 1939), deutsche Bibliothekarin
- Poll, Silvia (* 1970), costa-ricanische Schwimmerin
- Poll, Willem Gerard van de (1793–1872), Präsident des niederländischen Staatsrates, Staatsminister
- Poll, Willem Gerrit van de (1763–1836), niederländischer Politiker, erster Präsident der Niederländischen Handelsgesellschaft
- Poll, Willem van de (1895–1970), niederländischer Fotograf
- Pöll, Wolfgang (1855–1937), deutscher Verwaltungsjurist

### Polla
- Polla, Barbara (* 1950), Schweizer Politikerin (LPS), Ärztin, Schriftstellerin
- Polla, Silvia (* 1976), italienische Klassische Archäologin und Archäoinformatikerin
- Pollack von Klumberg, Alexander (1821–1889), österreichischer Offizier
- Pollack, Andrea (1961–2019), deutsche Schwimmerin
- Pollack, Arthur (1885–1945), deutscher Lokalpolitiker (SPD), NS-Gegner
- Pollack, Ben (1903–1971), US-amerikanischer Jazz-Schlagzeuger und Bandleader
- Pollack, Bernhard (1865–1928), deutscher Augenarzt und Neuroanatom
- Pollack, Christian (* 1946), österreichischer Dirigent
- Pollack, Daniel (* 1935), US-amerikanischer Pianist und Musikpädagoge
- Pollack, Detlef (* 1955), deutscher SoziologeDetlef Pollack (* 1955)

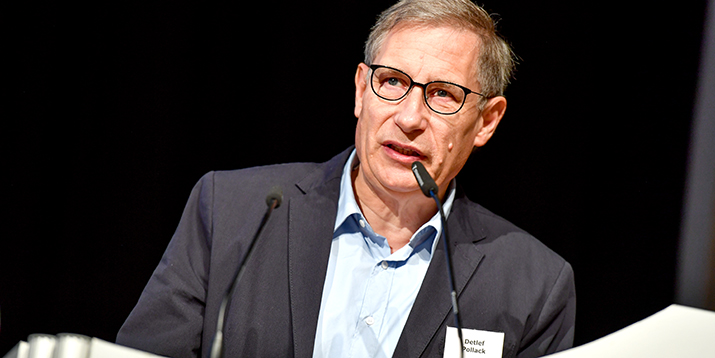
Detlef Pollack (* 1955)

- Pollack, Doreen (1921–2005), britisch-amerikanische Gehörlosenpädagogin
- Pollack, Elke (* 1960), deutsche Malerin und Grafikerin
- Pollack, Erwin (1863–1915), deutscher klassischer Philologe und Gymnasiallehrer
- Pollack, Hans (1891–1968), österreichischer Bankbeamter, Grafiker und Maler
- Pollack, Howard (* 1952), US-amerikanischer Pianist und Musikwissenschaftler
- Pollack, Hubert (1903–1967), deutsch-israelischer Funktionär
- Pollack, James B. (1938–1994), US-amerikanischer Astrophysiker und Planetologe
- Pollack, Jeff (1959–2013), US-amerikanischer Regisseur, Drehbuchautor und Produzent
- Pollack, Josef (1880–1958), deutscher Kaufmann und Fußballspieler
- Pollack, Julius (1832–1916), österreichischer Großkaufmann
- Pollack, Klaus (1942–2015), sächsischer Kommunalpolitiker
- Pollack, Lew (1895–1946), US-amerikanischer Komponist
- Pollack, Martha E. (* 1958), US-amerikanische Informatikerin
- Pollack, Martin (1944–2025), österreichischer Journalist, Essayist und Übersetzer
- Pollack, Mihály (1773–1855), österreichisch-ungarischer Architekt
- Pollack, Naomi (* 1930), US-amerikanische Schauspielerin
- Pollack, Olaf (* 1973), deutscher Radrennfahrer
- Pollack, Peter (1930–2017), deutscher Politiker (SPD)
- Pollack, Rachel (1945–2023), US-amerikanische Science-Fiction- und Esoterik-Autorin, sowie Comic-Zeichnerin
- Pollack, Rafael (* 1988), österreichischer Fußballspieler
- Pollack, Rainer (* 1970), deutscher Kulturmanager
- Pollack, Siegfried (1929–2018), deutscher Künstler
- Pollack, Sydney (1934–2008), US-amerikanischer Filmregisseur, Filmproduzent und SchauspielerSydney Pollack (1934–2008)

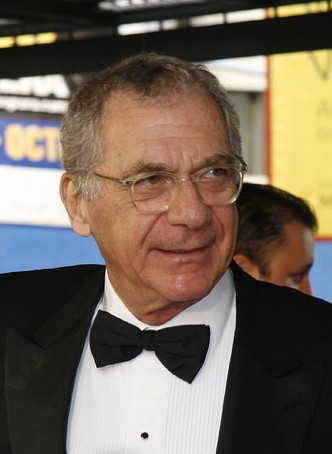
Sydney Pollack (1934–2008)

- Pollack, Ursula (* 1919), deutsche Schwimmerin
- Pollack, Werner (1886–1979), deutscher Verwaltungsjurist; Landrat und Regierungspräsident
- Pollack, William (1926–2013), britisch-US-amerikanischer Immunologe und Chemiker
- Pollack, Willy (1887–1946), deutscher Buch- und Kunsthändler, Verleger, Herausgeber, Autor
- Pollacsek, Julius (* 1850), deutscher Autor und Kurdirektor auf Sylt
- Pollaczek, Clara Katharina (1875–1951), österreichische Schriftstellerin von Unterhaltungsliteratur und TheaterstückenClara Katharina Pollaczek (1875–1951)

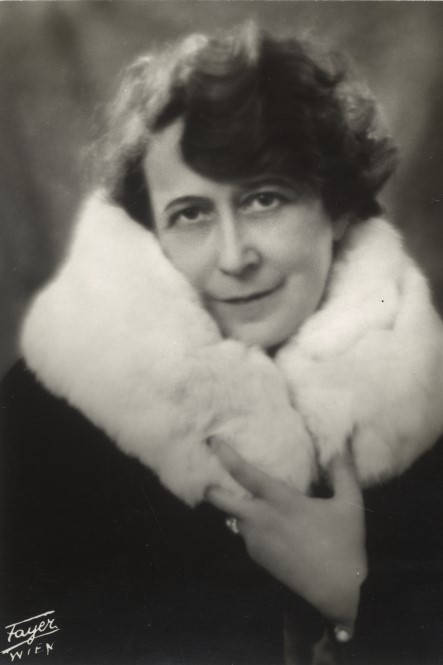
Clara Katharina Pollaczek (1875–1951)

- Pollaczek, Felix (1892–1981), österreichisch-französischer Mathematiker und Ingenieur
- Pollaene, Hans (* 1938), deutscher Fußballspieler
- Pollähne, Erich (1915–2005), deutscher Feinmechaniker und Künstler
- Pollaiuolo, Antonio del († 1498), italienischer Bildhauer, Kupferstecher und Maler
- Pollaiuolo, Piero del (1443–1496), italienischer Maler
- Pollaiuolo, Simone del (1457–1508), italienischer Architekt der Renaissance
- Pollak, Alexander (* 1973), österreichischer Sprecher der Organisation SOS Mitmensch, Radiomacher und Autor
- Pollak, Alfred (1852–1909), tschechischer Silberschmied
- Pollak, Alfred (1904–1988), deutscher Politiker (SPD), Mitglied der Stadtverordnetenversammlung von Groß-Berlin
- Pollak, Andreas (* 1960), deutscher Politiker (Bündnis 90/Die Grünen), MdL
- Pollak, Avshalom (* 1970), israelischer Schauspieler, Theaterregisseur und Choreograf
- Pollak, Benjamin (* 1983), französischer Pokerspieler
- Pollak, Burglinde (* 1951), deutsche Leichtathletin und Olympiamedaillengewinnerin
- Pollak, Carl Josef (1877–1937), österreichischer Illustrator
- Pollak, Cheryl (* 1967), US-amerikanische Schauspielerin
- Pollak, Egon (1879–1933), tschechischer Dirigent
- Pollak, Egon (1898–1984), österreichischer Fußballspieler
- Pollak, Émile (1914–1978), französischer Strafverteidiger
- Pollak, Ernst, österreichischer Beamter im Bundesministerium für Verkehr
- Pollak, Felix (1909–1987), austroamerikanischer Schriftsteller, Übersetzer und Bibliothekar
- Pollak, Felix Angelo (1882–1936), österreichischer Architekt
- Pollak, Friedrich, österreichischer Kunsthistoriker
- Pollak, Guido (* 1952), deutscher Erziehungswissenschaftler und Hochschullehrer
- Pollak, Heinrich (1834–1908), österreichischer Journalist und Schriftsteller
- Pollak, Heinz (1913–1974), österreichischer Filmproduktionsleiter und Herstellungsleiter beim heimischen und deutschen Unterhaltungsfilm
- Pollak, Helga (* 1935), deutsche Finanzwissenschaftlerin
- Pollak, Henry Otto (* 1927), US-amerikanischer Mathematiker
- Pollak, Jakob († 1541), jüdischer Gelehrter, Rabbiner und Leiter einer Jeschiwa
- Pollák, Jaroslav (1947–2020), slowakischer Fußballspieler
- Pollak, Johann (1843–1917), deutscher Bildhauer, Holzschnitzer und Maler
- Pollak, Julia (* 2002), deutsche Fußballspielerin
- Pollak, Julius (1845–1920), österreichischer Maler
- Pollak, Kay (* 1938), schwedischer Mathematiker, Regisseur und Sachbuchautor
- Pollak, Kevin (* 1957), US-amerikanischer Schauspieler, Drehbuchautor, Filmproduzent und KomikerKevin Pollak (* 1957)

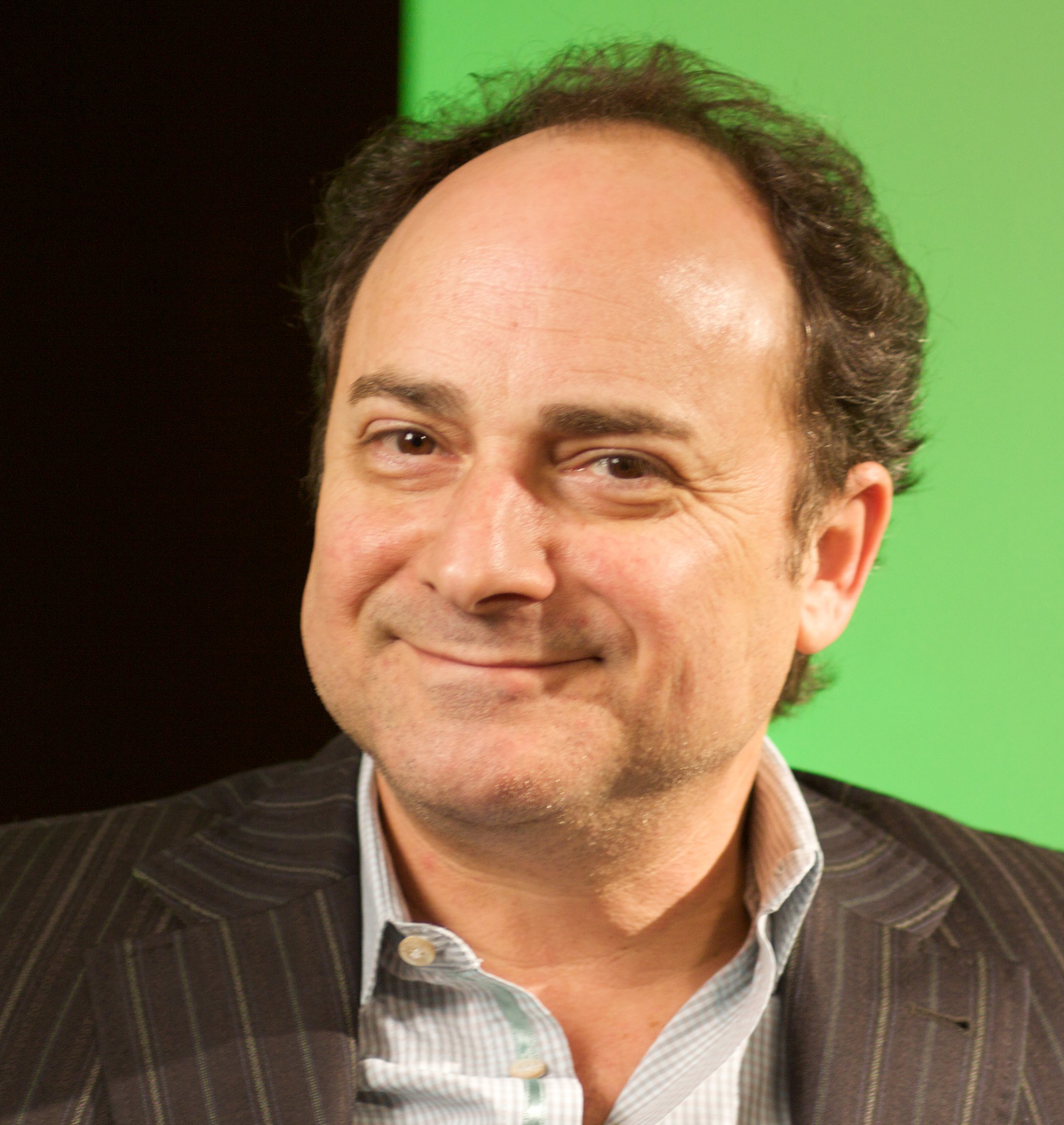
Kevin Pollak (* 1957)

- Pollak, Leo Wenzel (1888–1964), Geophysiker, Meteorologe und Pionier der Datenverarbeitung
- Pollak, Leopold (1806–1880), österreichischer Genre- und Porträtmaler
- Pollak, Linsey (* 1952), australischer Musiker und Instrumentenbauer
- Pollak, Lisa, US-amerikanische Journalistin
- Pollak, Ludwig (* 1868), österreichischer Klassischer Archäologe und Kunsthändler
- Pollak, Ludwig (1882–1953), deutscher Landrat
- Pollak, Marianne (1891–1963), österreichische Politikerin (SPÖ), Abgeordnete zum Nationalrat
- Pollak, Marie-Sophie (* 1988), deutsche Opern- und Konzertsängerin (Sopran)
- Pollak, Mimi (1903–1999), schwedische Theater- und Filmschauspielerin sowie RegisseurinMimi Pollak (1903–1999)

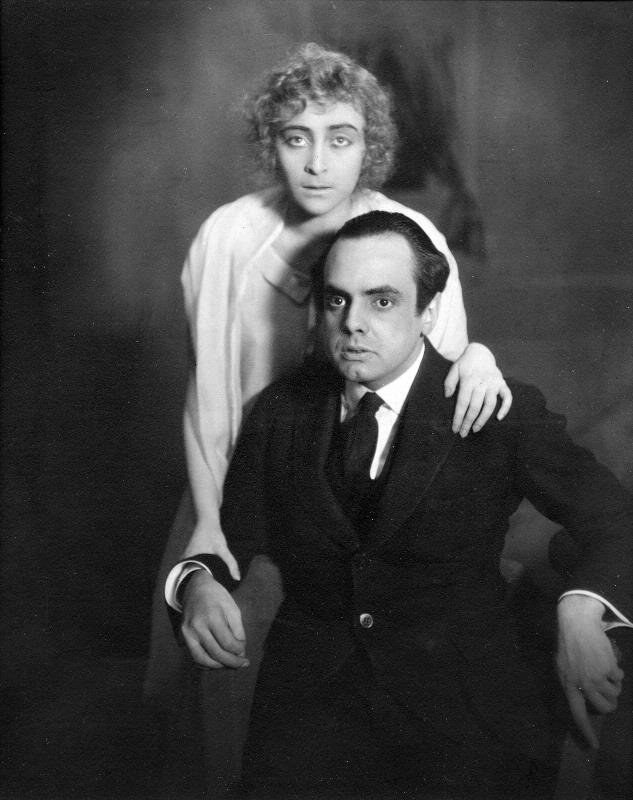
Mimi Pollak (1903–1999)

- Pollak, Oscar (1893–1963), österreichischer Journalist
- Pollak, Oskar (1883–1915), österreichischer Kunsthistoriker
- Pollak, Petra (* 1961), deutsche Juristin, Rechtsanwältin und Richterin am Thüringer Verfassungsgerichtshof
- Pollak, Reinhard (* 1973), deutscher Soziologe
- Pollak, Robert (1880–1962), österreichischer Geiger und Musikpädagoge
- Pollak, Robert A. (* 1938), US-amerikanischer Wirtschaftswissenschaftler
- Pollak, Rudolf (1864–1939), österreichischer Jurist
- Pollak, Sabine (* 1960), österreichische Architektin und Architekturtheoretikerin
- Pollak, Stefan, deutscher Moderator
- Pollak, Viktor (1917–1999), tschechisch-österreichisch-kanadischer Medizintechniker
- Pollak, Wilhelm Johann (1802–1860), österreichischer Landschaftsmaler
- Pollak, Wolfgang (1915–1995), österreichischer Sprachwissenschaftler und Hochschullehrer
- Pollak-Eltz, Angelina (1932–2016), österreichisch-venezolanische Anthropologin
- Pollak-Kinsky, Helga (1930–2020), österreichische Holocaustüberlebende und Tagebuchschreiberin
- Pollakowski, Gert (* 1949), deutscher Sprinter
- Pollakowski, Rabea (* 1998), deutsche Handballspielerin
- Pollalis, Ilias (* 1992), griechischer Fußballspieler
- Pollan, Hans (* 1928), österreichischer Bankier, Direktor der Weltbank
- Pollán, Laura (1948–2011), kubanische Dissidentin und Menschenrechtsaktivistin
- Pollan, Mel (* 1931), US-amerikanischer Jazzmusiker
- Pollan, Michael (* 1955), US-amerikanischer Journalist
- Pollan, Paul (1887–1971), österreichischer Jurist
- Pollan, Thomas (* 1971), deutschsprachiger Autor
- Pollan, Tracy (* 1960), US-amerikanische SchauspielerinTracy Pollan (* 1960)

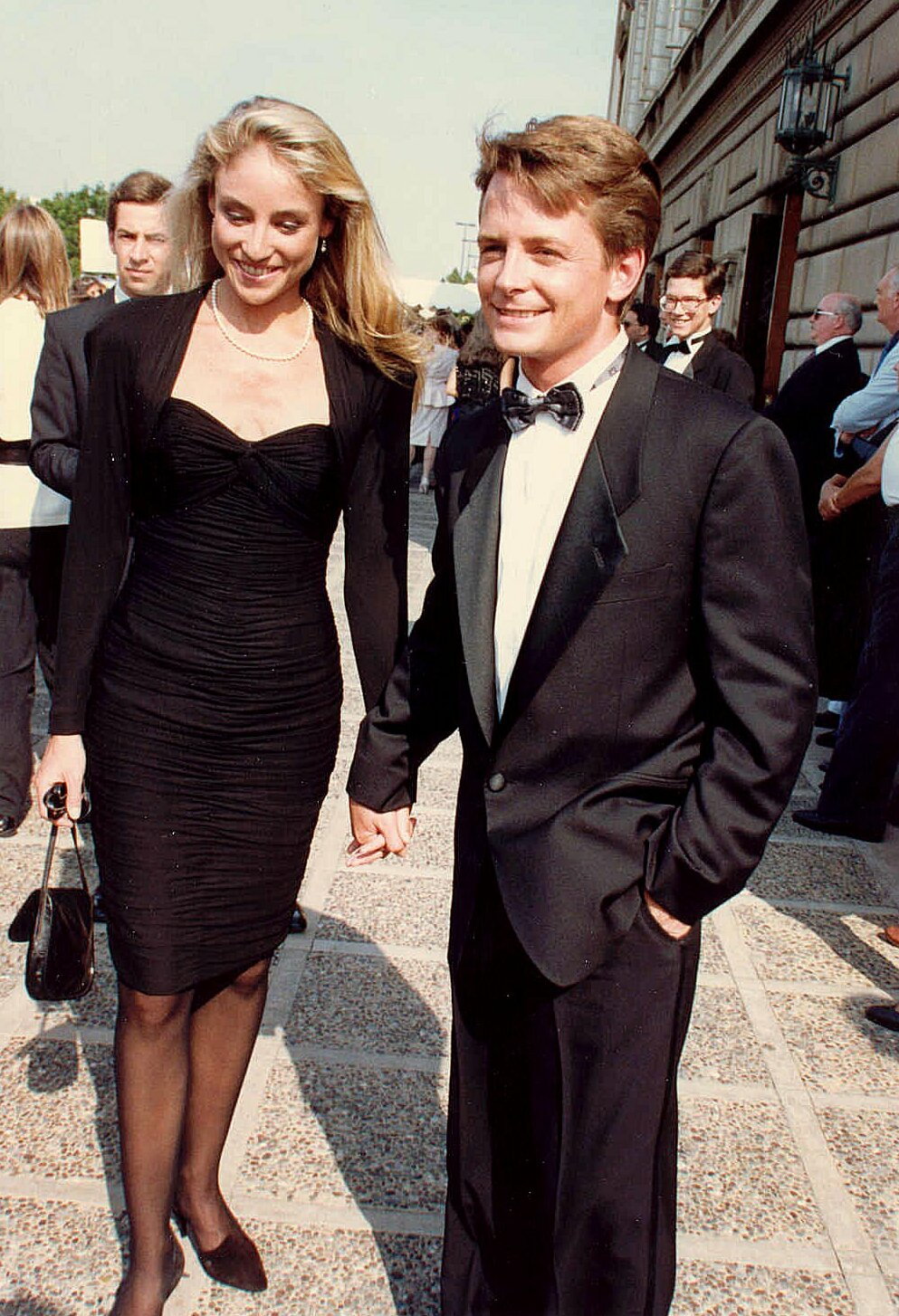
Tracy Pollan (* 1960)

- Polland, Gerhard (1920–2006), deutscher Fußballspieler
- Polland, Rudolf (1876–1952), österreichischer Dermatologe und Hochschullehrer
- Polland-Dülfer, Edith (1931–2018), deutsche Künstlerin und Grafikerin
- Pöllandt, Johann († 1721), deutscher Bildhauer
- Pollanz, Wolfgang (* 1954), österreichischer Schriftsteller, Publizist und Musiker
- Pollar, Gene (1892–1971), US-amerikanischer Schauspieler, zweiter Tarzan-Darsteller der Filmgeschichte
- Pollard Limner, anglo-amerikanischer Maler der Kolonialzeit
- Pollard, Albert (1869–1948), britischer Historiker
- Pollard, Alfred W. (1859–1944), englischer Buchwissenschaftler und Shakespearegelehrter
- Pollard, Alice, Frauenrechts- und Friedensaktivistin in den Salomonen
- Pollard, Art (1927–1973), US-amerikanischer Rennfahrer
- Pollard, Calvin (1797–1850), US-amerikanischer Architekt
- Pollard, Carl (* 1947), US-amerikanischer Linguist und Hochschullehrer
- Pollard, Daphne (1891–1978), australisch-amerikanische SchauspielerinDaphne Pollard (1891–1978)

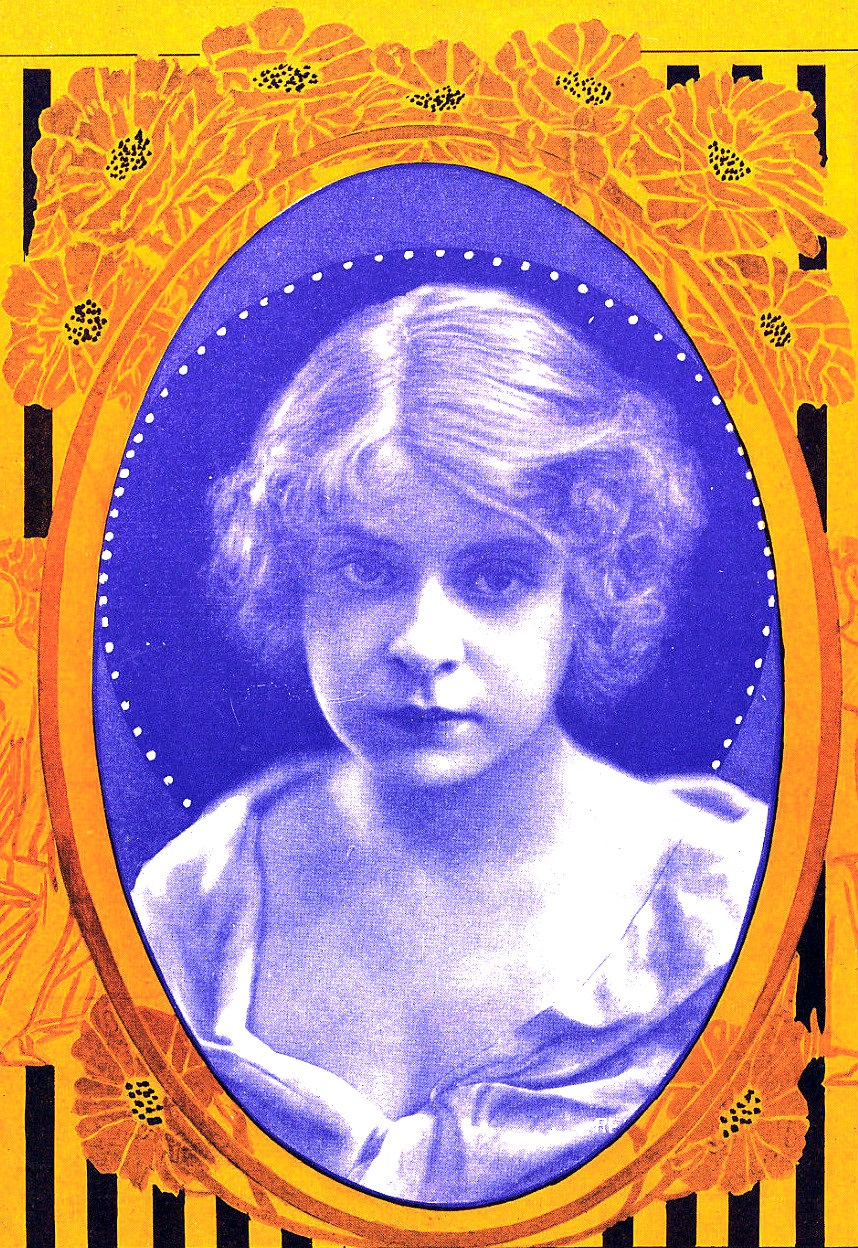
Daphne Pollard (1891–1978)

- Pollard, Duke, guyanischer Jurist, Hochschullehrer und Richter am Caribbean Court of Justice
- Pollard, Ernest M. (1869–1939), US-amerikanischer Politiker
- Pollard, Fred G. (1918–2003), US-amerikanischer Politiker und Jurist
- Pollard, Fritz (1894–1986), US-amerikanischer American-Football-Spieler, -Trainer und -Manager und Musikproduzent
- Pollard, Fritz Jr. (1915–2003), US-amerikanischer Hürdenläufer
- Pollard, Greg (* 1960), australischer Squashspieler
- Pollard, Handré (* 1994), südafrikanischer Rugby-Spieler
- Pollard, Harry (1919–1985), US-amerikanischer Mathematiker
- Pollard, Harry A. (1879–1934), US-amerikanischer Regisseur und Schauspieler
- Pollard, Henry Moses (1836–1904), US-amerikanischer Politiker
- Pollard, Hugh (1888–1966), britischer Geheimdienstoffizier
- Pollard, Hugh (* 1975), britischer Schauspieler und Kameramann
- Pollard, Jemma (* 2005), australische Sprinterin
- Pollard, Jim (1922–1993), US-amerikanischer Basketballspieler
- Pollard, John Garland (1871–1937), US-amerikanischer Politiker
- Pollard, John M. (* 1941), britischer Mathematiker
- Pollard, Jonathan (* 1954), US-amerikanisch-israelischer Nachrichtenoffizier und SpionJonathan Pollard (* 1954)

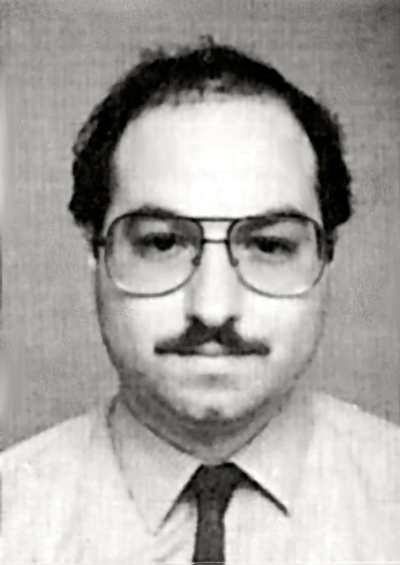
Jonathan Pollard (* 1954)

- Pollard, Josephine (1834–1892), US-amerikanische Dichterin
- Pollard, Michael J. (1939–2019), US-amerikanischer Filmschauspieler
- Pollard, Myles (* 1972), australischer Schauspieler
- Pollard, Red (1909–1981), kanadischer Jockey
- Pollard, Robert (* 1957), US-amerikanischer Musiker
- Pollard, Sam, US-amerikanischer Filmregisseur, Filmeditor, Filmproduzent und Drehbuchautor
- Pollard, Scot (* 1975), US-amerikanischer Basketballspieler
- Pollard, Sidney (1925–1998), britischer Wirtschaftshistoriker
- Pollard, Snub (1889–1962), australischer Schauspieler und Komiker
- Pollard, Terry (1931–2009), US-amerikanische Vibraphonistin und Pianistin des Modern Jazz
- Pollard, Thomas D. (* 1942), US-amerikanischer Biochemiker und Zellbiologe
- Pollard, Tiffany (* 1982), US-amerikanische Reality-TV-PersönlichkeitTiffany Pollard (* 1982)

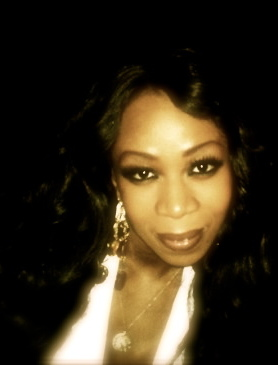
Tiffany Pollard (* 1982)

- Pollard, Tony (* 1997), US-amerikanischer Footballspieler
- Pollard, Walter (1906–1945), englischer Fußballspieler
- Pollari, Joey (* 1994), US-amerikanischer Schauspieler
- Pollarolo, Antonio (1676–1746), italienischer Komponist des Barock
- Pollarolo, Carlo Francesco († 1723), italienischer Opernkomponist
- Pollart, Johannes († 1441), Generalvikar im Erzbistum Köln
- Pollas, Christian (* 1947), französischer Astronom
- Pollas, Pavia (* 1885), grönländischer Landesrat
- Pollastrone, Jerry (* 1986), US-amerikanischer Eishockeyspieler
- Pöllath, Alfred (1916–1996), deutscher Politiker (BP), MdL
- Pöllath, Reinhard (* 1948), deutscher Wirtschaftsjurist und Autor
- Pollatou, Anna (1983–2014), griechische Sportgymnastin
- Pollatschek, Doris (1928–2002), deutsch-israelische Künstlerin
- Pollatschek, Nele (* 1988), deutsche SchriftstellerinNele Pollatschek (* 1988)

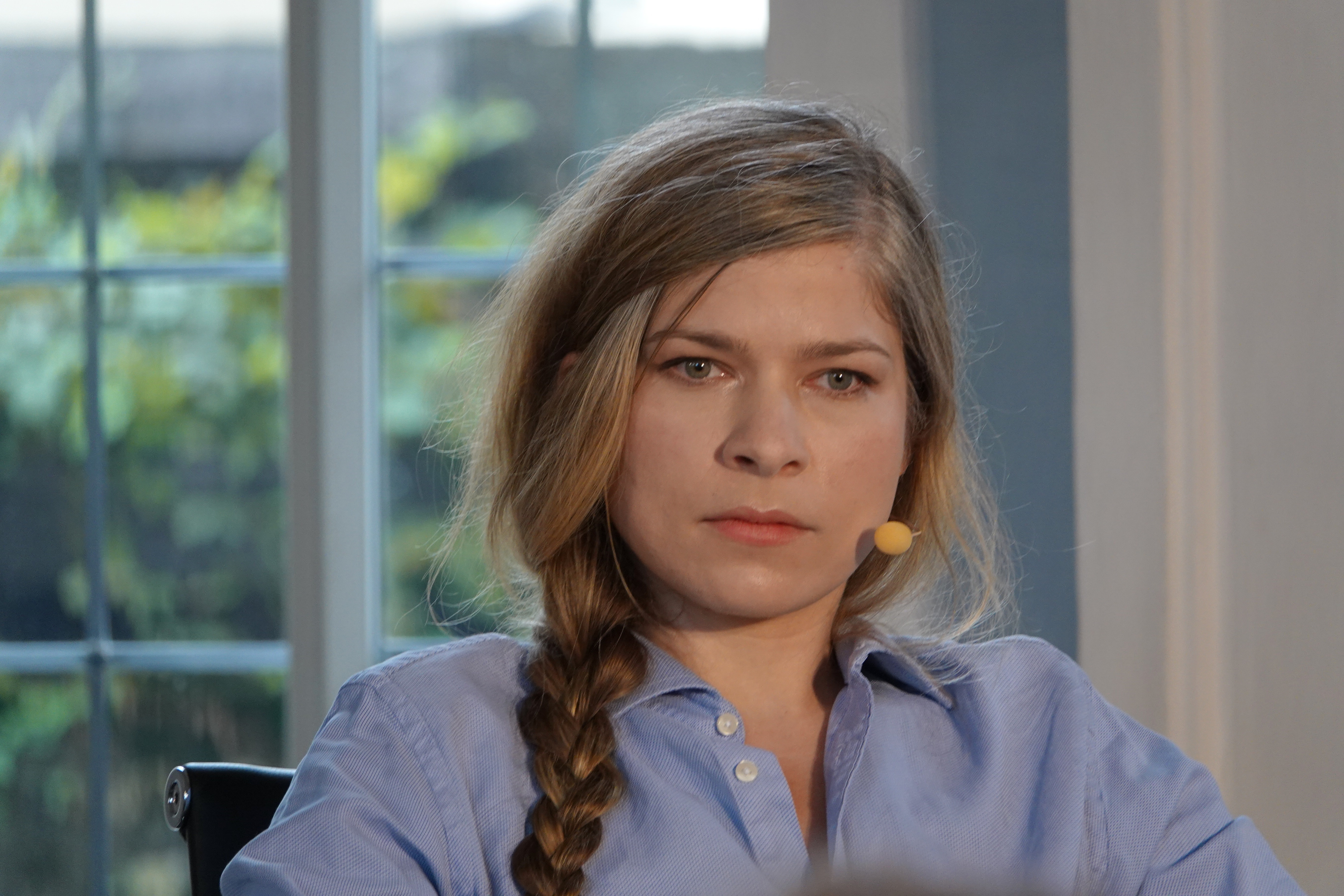
Nele Pollatschek (* 1988)

- Pollatschek, Peter (1944–1968), deutscher Schauspieler
- Pollatschek, Stefan (1890–1942), österreichischer Autor und Journalist
- Pollatschek, Walther (1901–1975), deutscher Schriftsteller
- Pollatz, Lili (1883–1946), deutsche Reformpädagogin, Übersetzerin und Mitglied der deutschen Jahresversammlung der Quäker
- Pollatz, Manfred (1886–1964), deutscher Reformpädagoge, Herausgeber und Übersetzer
- Pollawut Kwasena (* 1988), thailändischer Fußballspieler
- Pollay, Heinz (1908–1979), deutscher Offizier, Dressurreiter und Kampfrichter

### Polle
- Polle, Andrea (* 1956), deutsche Forstbotanikerin und Hochschullehrerin
- Polle, Michael (* 1979), deutscher Film- und Fernsehproduzent
- Polle, Rolf (* 1948), deutscher Politiker (SPD), MdHB
- Polledri, Amedeo (1890–1918), italienischer Bahnradsportler
- Polledri, Angelo (1904–1997), italienischer Ruderer
- Polledro, Giovanni Battista (1781–1853), italienischer Geiger und Komponist
- Pollefeys, Marc (* 1971), belgischer Elektroingenieur, Informatiker und Hochschullehrer
- Pollefliet, Gianluca (* 2002), belgischer Radrennfahrer
- Pollehn, André (* 1969), deutscher Motorrad-Bahnrennfahrer
- Pollehn, Volker (* 1944), deutscher Jurist
- Polleit, Thorsten (* 1967), deutscher Wirtschaftswissenschaftler
- Pollen, Daniel (1813–1896), Premierminister von Neuseeland
- Pollen, François (1842–1886), niederländischer Naturforscher
- Pollen, Geir (* 1953), norwegischer Dichter, Schriftsteller und Übersetzer
- Pollen, Ole Petter (* 1966), norwegischer Segler
- Pollen, Samson (1931–2018), amerikanischer Illustrator
- Pollender, Aloys († 1879), deutscher Arzt und Entdecker des Milzbranderregers
- Pollenius Armenius Peregrinus, Tiberius, römischer Konsul 244
- Pollentier, Michel (* 1951), belgischer RadrennfahrerMichel Pollentier (* 1951)

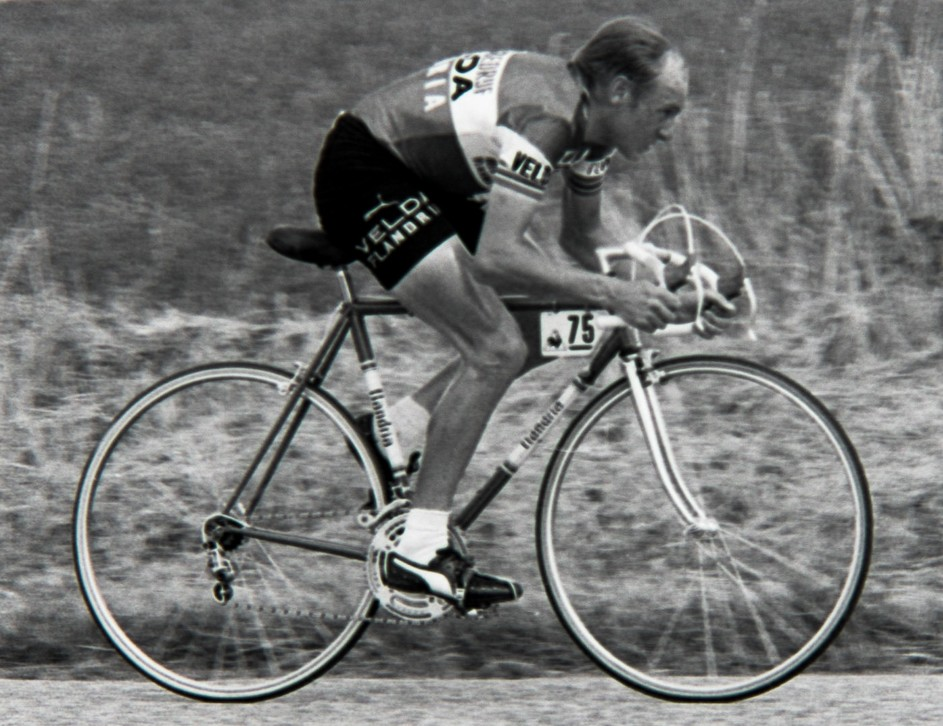
Michel Pollentier (* 1951)

- Poller, Albert (1870–1933), deutscher Jurist
- Poller, Alfons (1879–1930), österreichischer Mediziner
- Poller, Henrik (* 1962), deutscher Politiker (Bündnis 90) und MdL Brandenburg, Agent der DDR
- Poller, Horst (1926–2018), deutscher Verleger, Publizist und Politiker (CDU), MdL
- Poller, Rudolph (1865–1930), sächsischer Bergdirektor und Bergingenieur
- Poller, Tom Rojo (* 1978), deutscher Komponist
- Poller, Walter (1900–1975), deutscher Parteifunktionär (SPD), Redakteur, ehemaliger Widerstandskämpfer und KZ-Häftling
- Poller, Wilhelm (1860–1935), deutscher Sozialdemokrat, hauptamtlicher Parteisekretär, Polizeipräsident
- Poller-Hruschka, Magdalene (1786–1846), österreichische Theaterschauspielerin
- Polleres, Michaela (* 1997), österreichische Judoka
- Pollero, Rodrigo (* 1996), uruguayischer Fußballspieler
- Polleros, Sarah (* 2002), deutsche Basketballspielerin
- Polleroß, Friedrich (* 1958), österreichischer Kunsthistoriker und Schriftsteller
- Pollersbeck, Julian (* 1994), deutscher FußballtorhüterJulian Pollersbeck (* 1994)

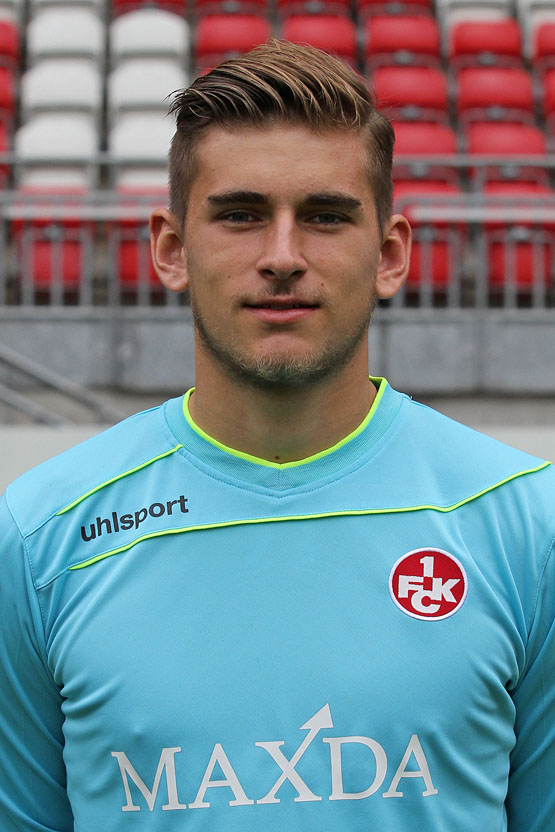
Julian Pollersbeck (* 1994)

- Pollert, Dirk (* 1968), deutscher Verbandsfunktionär
- Pollert, Lukáš (* 1970), tschechischer Kanuslalomfahrer
- Pollertová, Klára (* 1971), tschechische Schauspielerin
- Polleruhs, Peter (1949–2022), österreichischer Politiker (ÖVP), Mitglied des Bundesrates
- Pollerus, Christine (* 1973), österreichische Musikwissenschafterin, Sopranistin, Gesangslehrerin und Spezialistin für barocke Aufführungspraxis und Gestik
- Pollerus, Eva Maria (* 1976), österreichische Cembalistin und Hochschullehrerin
- Pollesch, Carl (* 1891), deutscher Politiker
- Pollesch, René (1962–2024), deutscher Dramatiker und Regisseur
- Pollestad, Geir (* 1978), norwegischer Politiker
- Pollestad, Kjell Arild (* 1949), norwegischer Ordensgeistlicher und Schriftsteller
- Pollet, Eugène (1886–1967), französischer Turner
- Pollet, Françoise (* 1949), französische Opernsängerin (Sopran) und Gesangspädagogin
- Pollet, Jacques (1922–1997), französischer Rennfahrer
- Pollet, Jean-Daniel (1936–2004), französischer Regisseur und Drehbuchautor
- Pollet, Johanna (* 1986), deutsche Schauspielerin
- Pollet, Victor Florence (1811–1882), französischer Akt- und Historienmaler sowie Kupferstecher
- Pollet-Villard, Joffrey (* 1992), französischer Freestyle-Skisportler
- Pollet-Villard, Philippe (* 1960), französischer Regisseur und Schauspieler
- Polletin, Katia (* 1967), österreichische Schauspielerin
- Pollett, Sarah (* 1980), australische Triathletin
- Polleunis, Lon (1943–2023), belgischer Fußballspieler und -trainer
- Polleunis, Willy (* 1947), belgischer Leichtathlet
- Pollex, Curt (1898–1987), deutscher Offizier, zuletzt Brigadegeneral der Bundeswehr
- Pollex, Günter (1952–2024), deutscher Basketballspieler und -trainer
- Pollex, Jochen (* 1947), deutscher Basketballspieler
- Polley, Eugene (1915–2012), US-amerikanischer Ingenieur
- Polley, Johanna (* 1992), deutsche Schauspielerin
- Polley, Mike (1972–1990), deutscher Fußballfan und Gewaltopfer
- Polley, Nora (1894–1988), indische Tennisspielerin
- Polley, Otto Maria (1910–1984), österreichischer Schriftsteller
- Polley, Prince (* 1969), ghanaischer Fußballspieler
- Polley, Rainer (* 1949), deutscher Archivar und Jurist
- Polley, Rudolf (* 1943), deutscher Jurist und Politiker (CDU, Republikaner), MdBB
- Polley, Samuel C. (1864–1949), US-amerikanischer Jurist und Politiker
- Polley, Sarah (* 1979), kanadische Schauspielerin, Regisseurin und DrehbuchautorinSarah Polley (* 1979)

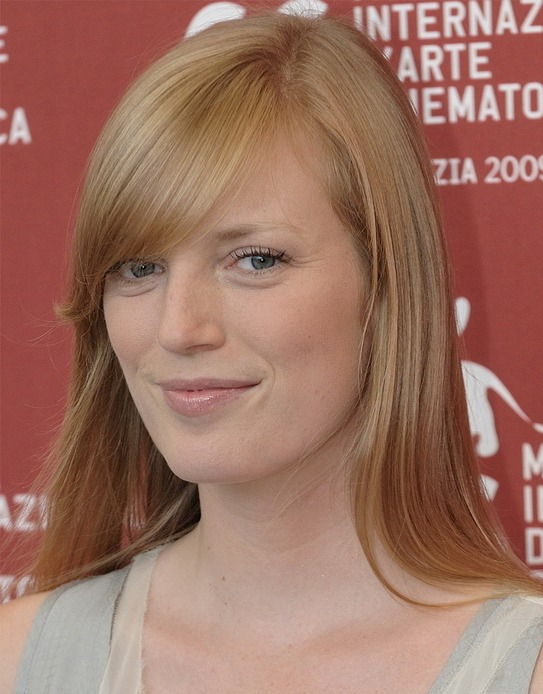
Sarah Polley (* 1979)

- Polley, Shaunna (* 1993), neuseeländische Beachvolleyballspielerin

### Pollh
- Pollhammer, Mario (* 1989), österreichischer Fußballtorhüter
- Pollheide, Gerhard (* 1951), deutscher Schriftsteller und Bildender Künstler
- Pollheim, Bernhard von (1456–1504), Administrator von Wien, Kanoniker in Passau, Traunkirchen, Stuhlweißenburg und Dömös
- Pollheim-Winkelhausen, Therese Wilhelmine von († 1757), Gräfin, kurpfälzische Obersthofmeisterin und Fürstäbtissin des Kanonissenstifts Lindau (1743–1757)
- Pöllhuber, Alexander (* 1985), österreichischer Fußballspieler
- Pöllhuber, Doris (* 1975), österreichische Judoka
- Pöllhuber, Peter (* 1985), österreichischer Fußballspieler

### Polli
- Polli, Donato (1663–1738), Luganeser Stuckateur
- Polli, Emilio (1901–1983), italienischer Schwimmer
- Polli, Gert-René (* 1960), österreichischer Beamter der Sicherheitsverwaltung
- Polli, Laura (* 1983), Schweizer Leichtathletin
- Polli, Marie (* 1980), Schweizer Leichtathletin
- Pollich, Georg (1928–2025), deutscher Architekt
- Pollich, Johann Adam (1741–1780), deutscher Arzt und Naturforscher
- Pollich, Karl (1892–1972), deutscher Ingenieur, Fahrzeugkonstrukteur bei Hanomag
- Pollich, Martin († 1513), deutscher Philosoph, Mediziner und Theologe, Gründungsrektor der Universität Wittenberg
- Pollicott, Mark (* 1959), britischer Mathematiker
- Pollien, Michel (1937–2013), französischer Geistlicher und römisch-katholischer Weihbischof in Paris
- Polligkeit, Sonja (* 1977), deutsche Regisseurin
- Polligkeit, Wilhelm (1876–1960), Jurist und Nestor der deutschen Fürsorge und Wohlfahrtspflege
- Pollin, Burton R. (1916–2009), US-amerikanischer Literaturwissenschaftler und Edgar-Allan-Poe-Forscher
- Pollina, Pippo (* 1963), italienischer Cantautore und MusikerPippo Pollina (* 1963)

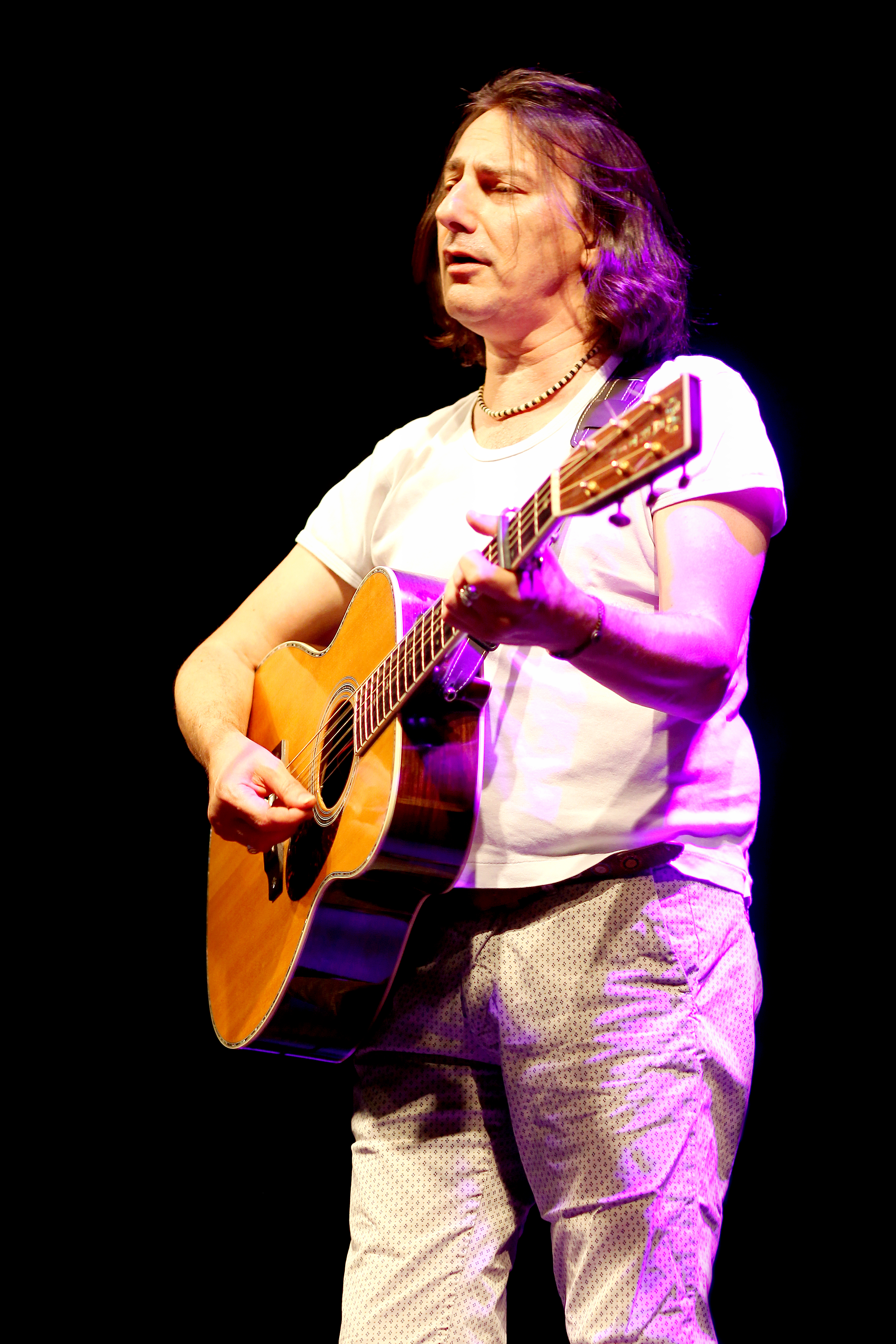
Pippo Pollina (* 1963)

- Polling, Bengt, schwedischer Badmintonspieler
- Polling, Friedrich (1818–1886), deutscher Arbeiterführer in Dessau
- Polling, Kim (* 1991), niederländische Judoka
- Pollinger, Alois (1844–1910), Schweizer Bergsteiger- und Bergführerpionier
- Pollinger, Johann (1866–1934), deutscher Landwirt und Politiker (BVP)
- Pollinger, Sebastian († 1590), deutscher Weihbischof und Universitätsrektor
- Pollinger, Sebastian (1903–1986), deutscher Verwaltungsjurist
- Pollini, Bernhard (1838–1897), deutscher Opernsänger (Tenor), Intendant und Opernprinzipal
- Pollini, Cesare (1858–1912), italienischer Pianist, Komponist, Dirigent, Musikpädagoge und Konzertveranstalter
- Pollini, Francesco (1762–1846), italienischer Komponist und Pianist
- Pollini, Girolamo (1544–1611), italienischer Dominikaner und Historiker
- Pollini, John (* 1945), US-amerikanischer Klassischer Archäologe
- Pollini, Maurizio (1942–2024), italienischer Pianist und DirigentMaurizio Pollini (1942–2024)

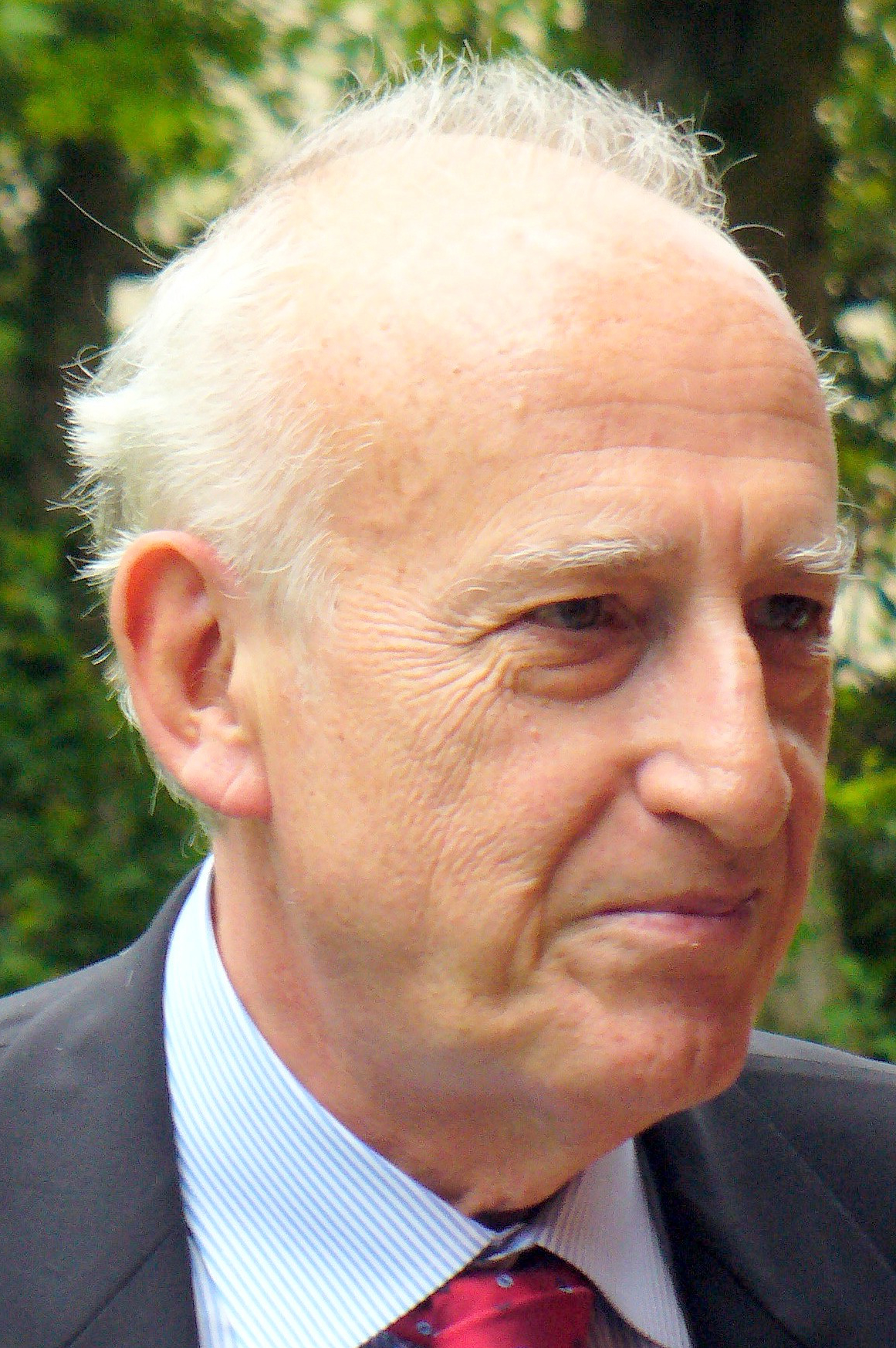
Maurizio Pollini (1942–2024)

- Pollini, Pietro (1828–1889), Schweizer Rechtsanwalt, Politiker, Staatsanwalt, Tessiner Grossrat und Staatsrat der (Freisinnig-Demokratische Partei (FDP))
- Pollio, Alberto (1852–1914), italienischer General und Generalstabschef des italienischen Heeres (1908–1914)
- Pollio, Carlos, uruguayischer Politiker
- Pollio, Claudio (* 1958), italienischer Ringer
- Pollio, Gaetano (1911–1991), italienischer Geistlicher, römisch-katholischer Missionar und Bischof
- Pollio, Gaius Asinius (76 v. Chr.–5), römischer Redner, Dichter und Geschichtsschreiber
- Pollio, Joachim (1577–1644), deutscher lutherischer Theologe
- Pollio, Lucas (1536–1583), deutscher lutherischer Theologe
- Pollis, griechischer Bildhauer
- Pollischansky, Heinz (1937–1991), österreichischer Verleger
- Pollitt, Harry (1890–1960), britischer Kommunist
- Pollitt, Jerome Jordan (1934–2024), US-amerikanischer Klassischer Archäologe
- Pollitt, Katha (* 1949), US-amerikanische Dichterin, Schriftstellerin, Kritikerin und Essayistin
- Pollitt, Katrin (* 1966), deutsche Schauspielerin
- Pollitz, Alice (1890–1970), deutsche Pädagogin und Oberschulrätin
- Pollitz, Aron (1896–1977), Schweizer Fussballspieler
- Pollitz, Karl Philipp von (1733–1805), preußischer Generalleutnant, Führer eines Freibataillons, Chef des Füsilierbataillons Nr. 14 und zuletzt Kommandant von Czenstochau
- Pollitzer, Franz (1885–1942), deutscher Physikochemiker
- Pollitzer, Matthias (1786–1850), Weihbischof in der Erzdiözese Wien
- Pöllitzer, Philipp (* 1940), österreichischer Ordensgeistlicher, emeritierter römisch-katholischer Bischof von Keetmanshoop
- Pollius, Johannes († 1562), deutscher evangelischer Theologe und Reformator

### Pollk
- Pollkläsener, Mateng (* 1960), deutscher Schauspieler, Kabarettist und Regisseur

### Pollm
- Pollmächer, André (* 1983), deutscher Leichtathlet (5000 Meter, 10.000 Meter)
- Pollmächer, Anja (* 1985), deutsche Leichtathletin (400 Meter)
- Pollmann, Adrian (* 1976), deutscher Diplomat
- Pöllmann, Ansgar (1871–1933), deutscher Schriftsteller
- Pollmann, Arnd (* 1970), deutscher PhilosophArnd Pollmann (* 1970)

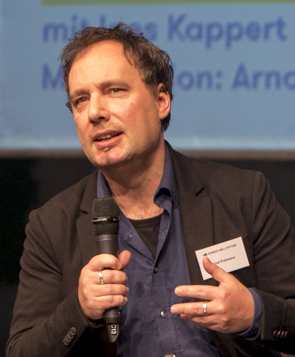
Arnd Pollmann (* 1970)

- Pollmann, Astrid (* 1968), deutsche Schauspielerin
- Pollmann, August (1813–1898), deutscher Apidologe
- Pollmann, Birgit (1947–1994), deutsche Hochschullehrerin und Politikerin
- Pollmann, Carl Ludwig Ferdinand (1771–1818), Friedensrichter, preußischer Verwaltungsbeamter, Landrat
- Pollmann, Franz (* 1879), deutscher Ingenieur und Manager der Energiewirtschaft
- Pollmann, Gabriel Heinrich (1712–1789), deutscher lutherischer Theologe, Pastor, geistlicher Senior und Autor
- Pollmann, Hanne (* 1937), deutsche Juristin und Frauenrechtlerin
- Pöllmann, Herbert (1956–2022), deutscher Mineraloge, Geochemiker und Kristallograph
- Pollmann, Johannes, deutscher Filmproduzent
- Pollmann, Karla (* 1963), deutsche Altphilologin und Theologin
- Pollmann, Klaus Erich (* 1940), deutscher Historiker
- Pollmann, Leo (1930–2009), deutscher Romanist und Literaturwissenschaftler
- Pollmann, Marie (* 1989), deutsche Fußballspielerin
- Pollmann, Michael (* 1961), deutscher Politiker (Grün-Alternative Liste), MdHB
- Pollmann, Otto (1915–1958), deutscher Marineoffizier
- Pollmann, Pauletta (* 2002), deutsche SchauspielerinPauletta Pollmann (* 2002)

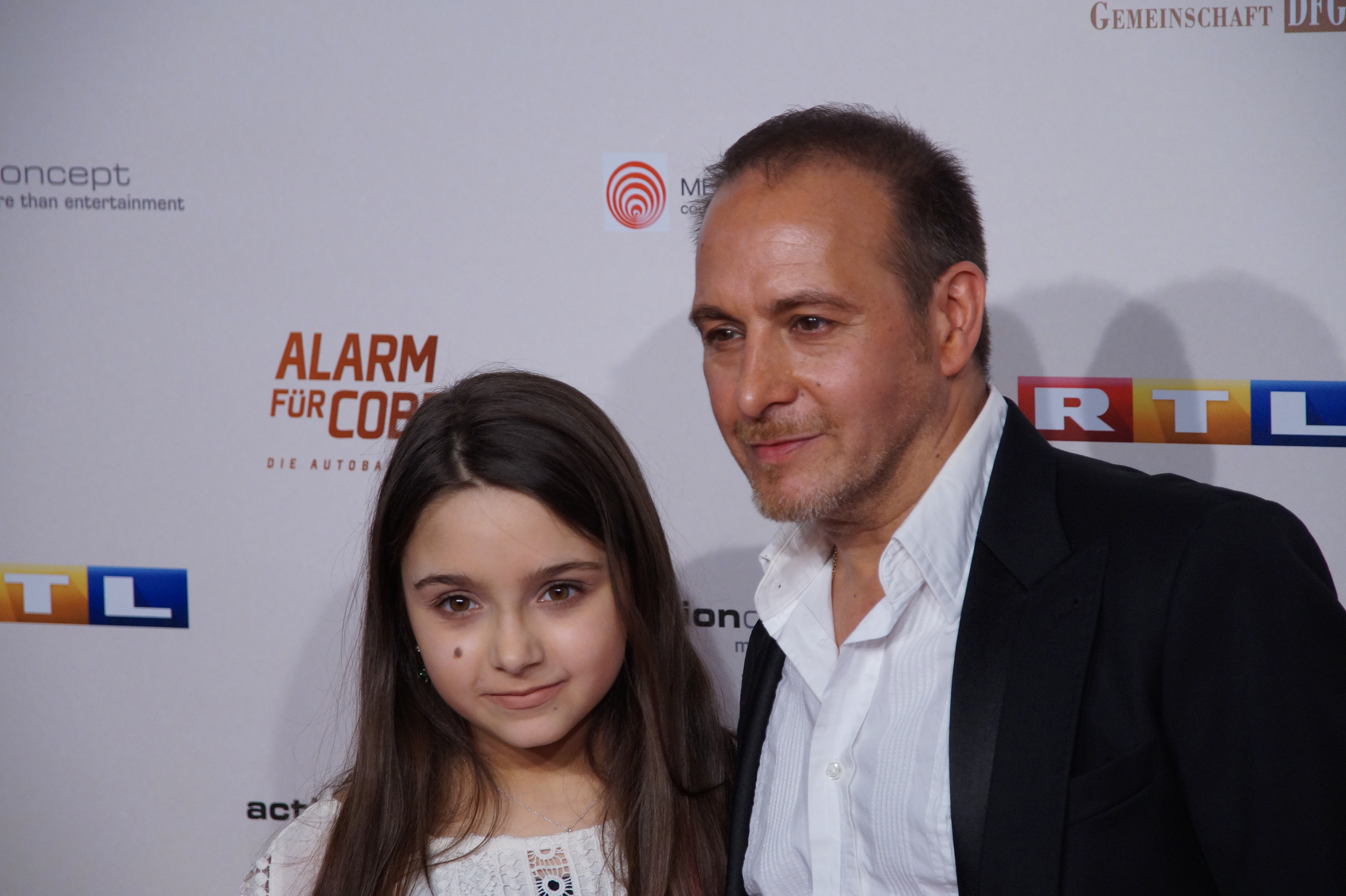
Pauletta Pollmann (* 2002)

- Pollmann, Pauline (* 2003), deutsche Schauspielerin
- Pollmann, Tim (* 1990), deutscher Fußballspieler
- Pollmann, Tyyne Claudia (* 1959), deutsche Konzeptkünstlerin und Hochschullehrerin
- Pöllmann, Werner (* 1953), deutscher Pädagoge und Heimatforscher
- Pollmann-Schweckhorst, Alois (* 1964), deutscher Reiter
- Pollmann-Zaal, Hannie (1952–2010), niederländische Diplomatin
- Pollmer, Cornelius (* 1984), deutscher Journalist
- Pollmer, Emma (1856–1917), Ehefrau von Karl May
- Pollmer, Karl Hans (1911–1987), deutscher Geistlicher, Pastor, Mundartdichter und Heimatforscher des sächsischen Erzgebirges
- Pollmer, Manfred (1922–2000), sächsischer Mundartdichter und Heimatforscher
- Pollmer, Udo (* 1954), deutscher Lebensmittelchemiker und Sachbuchautor zur Ernährung
- Pollmer, Wolfgang Gerhard (1926–2013), deutscher Agrarwissenschaftler und Hochschullehrer
- Pollmüller, Tanja (* 1980), deutsche Tierärztin und Webvideoproduzentin

### Polln
- Pollner, Helene (* 1878), österreichische Theaterschauspielerin
- Pöllnitz, Friedrich Carl von (1682–1760), kursächsisch-polnischer Oberhofmarschall und Liebhaber der Herzogin Henriette Charlotte von Sachsen-Merseburg
- Pöllnitz, Friedrich Moritz von (1689–1760), königlich großbritannischer und kurbraunschweigisch-lüneburgischer Generalmajor und Chef eines Reiter-Regiments
- Pöllnitz, Hans Georg von (1577–1622), kursächsischer Politiker und Rittergutsbesitzer
- Pöllnitz, Henriette Charlotte von († 1722), Erstes Kammerfräulein der preußischen Königin, Autorin und Korrespondentin mit Leibniz
- Pöllnitz, Hieronymus Christoph von (1620–1697), bambergischer und mainzischer Beamter und Offizier
- Pöllnitz, Johann Ernst von (1618–1684), kurbrandenburger Generalmajor, kurbrandenburger Kammerherr, Gouverneur von Lippstadt
- Pöllnitz, Karl Ludwig von (1692–1775), preußischer Schriftsteller und AbenteurerKarl Ludwig von Pöllnitz (1692–1775)

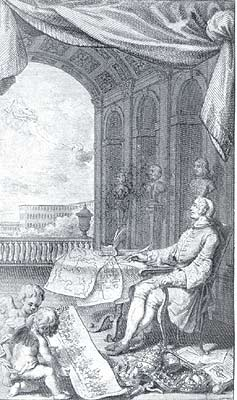
Karl Ludwig von Pöllnitz (1692–1775)

- Pöllnitz, Ludwig Carl von (1737–1807), sächsischer Kreishauptmann
- Pöllnitz, Ludwig Ernst von (1641–1695), kursächsischer Politiker
- Pöllnitz, Moritz Wilhelm von (1676–1725), Geheimer Rat am Hof des Herzogs Moritz Wilhelm von Sachsen-Merseburg
- Pollnow, Hans (1902–1943), deutscher Psychiater

### Pollo
- Pollock, Alexander (* 1944), britischer Politiker
- Pollock, Channing (1880–1946), US-amerikanischer Bühnenautor, Drehbuchautor und Theaterkritiker
- Pollock, Charles (1930–2013), US-amerikanischer Industrie- und Möbel-Designer
- Pollock, Charles Cecil (1902–1988), US-amerikanischer Maler
- Pollock, Daniel (1968–1992), australischer Schauspieler
- Pollock, David, 3. Viscount Hanworth (* 1946), britischer Peer und Politiker
- Pollock, Donald Ray (* 1954), US-amerikanischer SchriftstellerDonald Ray Pollock (* 1954)

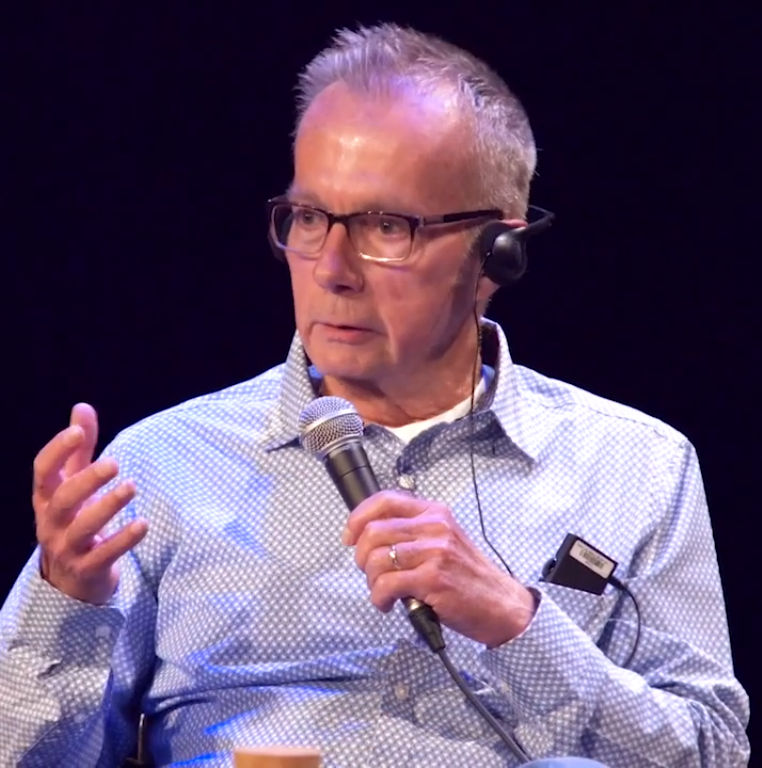
Donald Ray Pollock (* 1954)

- Pollock, Edwin Taylor (1870–1943), US-amerikanischer Marineoffizier
- Pollock, Eileen (* 1926), US-amerikanische Drehbuchautorin und Fernsehproduzentin
- Pollock, Ernest, 1. Viscount Hanworth (1861–1936), britischer Jurist und Politiker
- Pollock, Evelyn (* 1977), US-amerikanische Opernsängerin (Sopran, Koloratursopran)
- Pollock, Finlay (* 2004), schottischer Fußballspieler
- Pollock, Friedrich (1894–1970), deutscher Sozialwissenschaftler
- Pollock, George (1786–1872), britischer Feldmarschall
- Pollock, George (1907–1979), britischer Regisseur und Regieassistent
- Pollock, Graeme (* 1944), südafrikanischer Cricketspieler
- Pollock, Griselda (* 1949), südafrikanisch-britische Kunsthistorikerin und Publizistin
- Pollock, Harry Evelyn Dorr (1900–1982), US-amerikanischer Anthropologe
- Pollock, Howard Wallace (1920–2011), US-amerikanischer Politiker
- Pollock, Jackson (1912–1956), US-amerikanischer Maler
- Pollock, Jame (* 1979), kanadischer Eishockeyspieler
- Pollock, James (1810–1890), US-amerikanischer Politiker
- Pollock, James K. (1898–1968), US-amerikanischer Politikwissenschaftler
- Pollock, Jessie (1840–1919), US-amerikanische Bogenschützin
- Pollock, Joshua, US-amerikanischer Pokerspieler
- Pollock, Judy (* 1940), australische Sprinterin und Mittelstreckenläuferin
- Pollock, Lori L., US-amerikanische Informatikerin und Hochschullehrerin
- Pollock, Matthew (* 1990), US-amerikanischer Volleyballspieler
- Pollock, Mattie (* 2001), englischer Fußballspieler
- Pollock, Michael (1916–2006), britischer Flottenadmiral
- Pollock, Paul (1949–2022), australischer Maler
- Pollock, Peter (* 1941), südafrikanischer Cricketspieler
- Pollock, Rhys (* 1980), australischer Radsportler
- Pollock, Robert (* 1951), neuseeländischer Schauspieler und Drehbuchautor
- Pollock, Robert E. (1936–2018), kanadisch-US-amerikanischer experimenteller Kernphysiker, Beschleunigerphysiker und Plasmaphysiker
- Pollock, Shaun (* 1973), südafrikanischer Cricketspieler
- Pollock, Susan (* 1955), US-amerikanische Archäologin
- Pollock, Ted (1920–2008), kanadischer Badmintonspieler
- Pollock, Thomas (1654–1722), britischer Kolonialgouverneur der Province of North Carolina
- Pollock, Tom (1925–1994), kanadischer Eishockeyspieler
- Pollock, William H. K. (1859–1896), englischer Chirurg und Schachmeister
- Pollock, William P. (1870–1922), US-amerikanischer Politiker
- Pollog, Carl Hanns (1899–1975), deutsch-Schweizer Verkehrsgeograph, Buchautor und Übersetzer
- Pollok, Karl-Heinz (1929–2003), deutscher slawischer Philologe und Hochschullehrer
- Pollok, Konstantin, deutscher Philosoph und nordamerikanischer Hochschullehrer
- Pollok, Wojciech (* 1982), polnischer Fußballspieler
- Polloni, Julio, chilenischer Generalmajor
- Pollono, John (* 1972), US-amerikanischer Filmschauspieler und Drehbuchautor
- Pollono, Sophie (* 2004), US-amerikanische Schauspielerin
- Pollorena, Alma (* 1998), mexikanische Diskuswerferin
- Pollow, Peggy (* 1979), deutsche Musicaldarstellerin, Schauspielerin, Sprecherin und Synchronsprecherin

### Pollr
- Pollreis, Luci (* 1913), österreichische Gerechte unter den Völkern

### Pollu
- Põllu, Kaljo (1934–2010), estnischer Künstler, Grafiker und Hochschullehrer
- Põlluaas, Henn (* 1960), estnischer Politiker, Mitglied des Riigikogu
- Pollux, Iulius, griechischsprachiger Schriftsteller

### Pollw
- Pollwein, Heinz (1920–2007), deutscher Politiker (CSU), MdL
- Pollwein, Max (1885–1944), deutscher Politiker, erster Oberbürgermeister von Bad Kissingen

### Polly
- Polly, Jean Armour, US-amerikanische Bibliothekarin
- Polly, Veronika (* 1974), österreichische Schauspielerin
- Pollyester (* 1982), Musikerin und Performance-Künstlerin